# 9963 Sandage
A 9963 Sandage (ideiglenes jelöléssel 1992 AN) a Naprendszer kisbolygóövében található aszteroida. Eleanor F. Helin fedezte fel 1992. január 9-én.